# Jamie L. Whitten

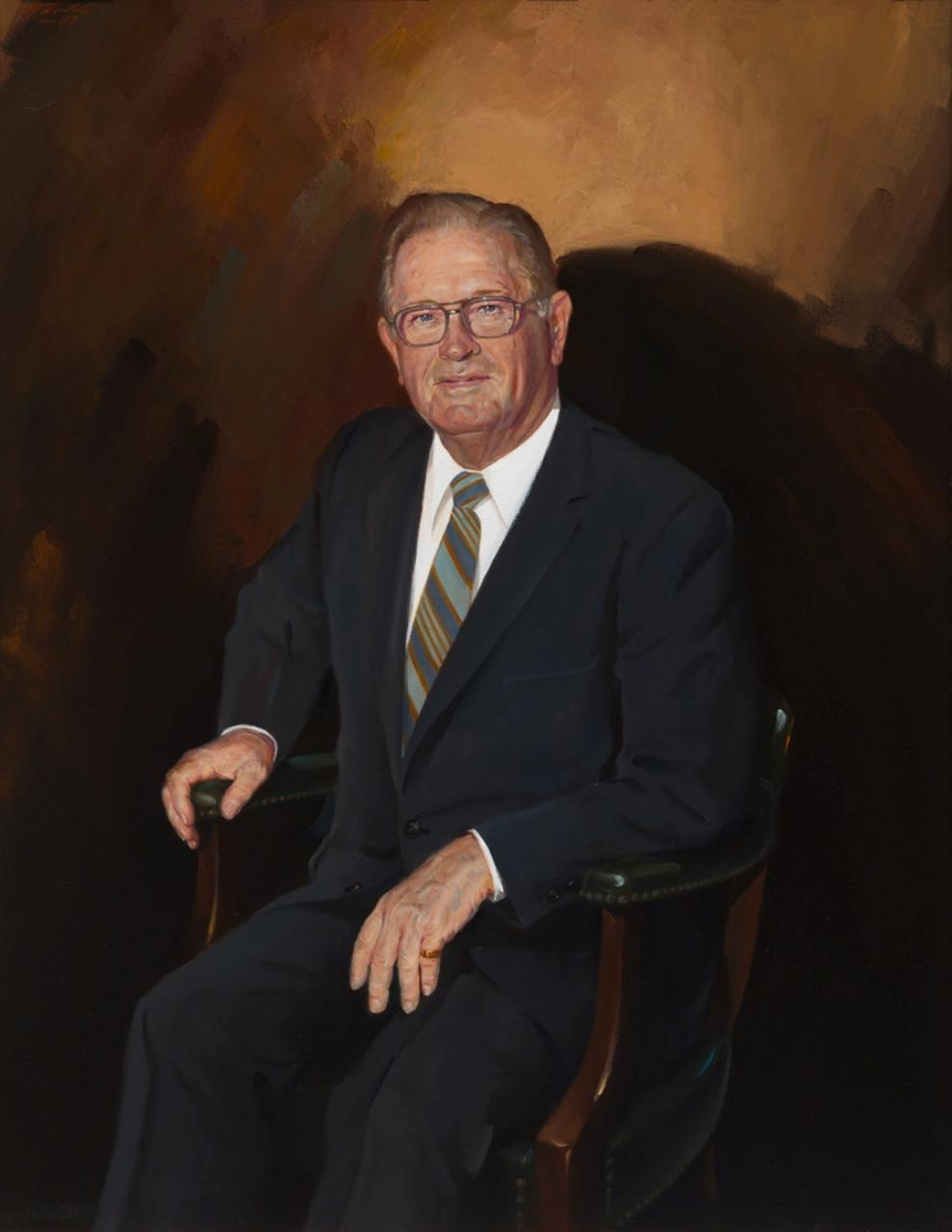
Jamie L. Whitten (1983)

Jamie Lloyd Whitten (* 18. April 1910 in Cascilla, Tallahatchie County, Mississippi; † 9. September 1995 in Oxford, Mississippi) war ein US-amerikanischer Politiker der Demokratischen Partei, der den Bundesstaat Mississippi über 53 Jahre im US-Repräsentantenhaus vertrat.

## Werdegang
Jamie Whitten wurde in Cascilla geboren. Er besuchte die dortige öffentliche Schule und später die University of Mississippi. Er war kurzzeitig als Pädagoge tätig, bevor er 1932 seine Zulassung als Anwalt bekam. In einer Sonderwahl wurde der Demokrat Whitten 1941 ins US-Repräsentantenhaus gewählt, um die freie Stelle zu füllen, die durch den Rücktritt des Abgeordneten Wall Doxey entstanden war. Dieser hatte sich zuvor entschlossen, für den US-Senat zu kandidieren. Whitten wurde in der Folge 27 Mal in den Kongress gewählt.
Während seiner Amtszeiten im Abgeordnetenhaus war Whitten fast durchgehend im Bewilligungsausschuss tätig. 1979 übernahm er nach dem Rücktritt von George H. Mahon den Vorsitz im US-Kongress und behielt diesen Posten bis 1992. Nach den Wahlen dieses Jahres wurde er durch die neu gewählten liberalen Demokraten des House Democratic Caucus zugunsten William Huston Natcher abgelöst. Whitten übte seine Tätigkeit im Abgeordnetenhaus vom 4. November 1941 bis zum 3. Januar 1995 aus und stellte mit einem der längsten ununterbrochenen Dienstverhältnisse im US-Kongress einen neuen Rekord auf. Im Jahr 2009 wurde diese Bestmarke von Michigans Abgeordneten John Dingell übertroffen.
Whitten war ursprünglich ein sehr konservativer Politiker und Anhänger der Rassentrennung (Segregationist). So unterzeichnete er das Southern Manifesto, das das Urteil Brown v. Board of Education des Supreme Courts, welches die Aufhebung der Rassentrennung (Desegregation) an öffentlichen Schulen beschloss, verurteilte. Ferner stimmte er im Kongress mit der Delegation von Mississippi sowie beinahe allen Südstaatenkollegen gegen den Civil Rights Act of 1957, den Civil Rights Act of 1960, den Civil Rights Act of 1964, den Voting Rights Act of 1965, den Civil Rights Act of 1968, den Civil Rights Act of 1970 und den Civil Rights Act of 1991.
Whitten entschuldigte sich später für diese Abstimmungen und nannte sie einen durch üble Fehleinschätzung verursachten „Fehler“. In seiner späteren Laufbahn nahm er eine liberalere Rolle ein. Eine Vielzahl von Abstimmungen belegen dies. Es ist zu vermuten, dass Whitten befürchtete, durch die neuen liberalen Demokraten aus dem Appropriations Committee Chairmanship hinausgedrängt zu werden, was 1992 eintraf. Whitten geriet oftmals in Gegensatz zur Politik der Regierung Reagan. Er stimmte gegen Reagans Wirtschaftspläne, Steuersenkungen, steigende Verteidigungsausgaben, die Wohlfahrtsreform, Abtreibungsauflagen, das Raketenabwehrsystem und den zweiten Golfkrieg.
Whitten wurde auch als Verfasser des Buchs That We May Live bekannt, eine Antwort auf Rachel Carsons Buch Silent Spring.
Mit schwindender Wahrscheinlichkeit einer Wiederwahl für eine historische 28. Amtszeit trat Whitten 1994 nicht mehr zur Wahl an. Er zog sich nach seiner Amtszeit, der längsten  eines Abgeordneten (53 Jahre und zwei Monate), aus dem Abgeordnetenhaus auf sein Anwesen in Oxford, Mississippi zurück. Dort verstarb er am 9. September 1995 im Alter von 85 Jahren, acht Monate nach dem Ausscheiden aus seinem Amt.

## Ehrungen
Der Kongress der Vereinigten Staaten benannte im Juni 1995 das Gebäude der größten Hauptniederlassung des United States Department of Agriculture in Washington, D.C. zu seinen Ehren in Jamie L. Whitten Federal Building um.
The Jamie Whitten Historical Site befindet sich an der Brücke von Natchez Trace Parkway über den Tennessee-Tombigbee Waterway. Für die Finanzierung beider Projekte hatte Whitten über seine Amtszeiten hinweg erfolgreich gekämpft. Dabei musste er eine starke konservative Opposition überwinden, die zu diesen Bauten bundesstaatliche Finanzmittel verwendeten.